# Landdag- en gemeenteraadsverkiezingen in Wenen 2015
De negentiende landdag- en gemeenteraadsverkiezingen in de deelstaat Wenen van 2015 vonden op 11 oktober van dat jaar plaats. De verkiezingen werden gewonnen door de Sozialdemokratische Partei Österreichs (SPÖ) die 39,59% (-4,75%) van de stemmen kreeg. Tweede partij werd de rechts-populistische Freiheitliche Partei Österreichs (FPÖ) die 30,79% (+5,2%) van de stemmen kreeg. De SPÖ en FPÖ bleven daarbij respectievelijk de grootste en een na grootste partij. De Die Grünen - Die Grüne Alternative (GRÜNE), de derde partij kreeg 11,84% van de stemmen, een licht vooruitgang. De christendemocratische Österreichische Volkspartei (ÖVP), ging flink achteruit (-4,75%) en bleef steken op 9,24% van de stemmen. De liberale partij NEOS behaalde 6,16% van de stemmen.
Na de verkiezingen werd de "rood-groene" (SPÖ + GRÜNE) coalitie onder burgemeester Michael Häupl voortgezet.
| Partij | Partij                                       | Percentage | Zetels | Verschil |
| ------ | -------------------------------------------- | ---------- | ------ | -------- |
|        | Sozialdemokratische Partei Österreichs (SPÖ) | 39,57%     | 44     | 5        |
|        | Freiheitliche Partei Österreichs (FPÖ)       | 30,79%     | 34     | 7        |
|        | Die Grünen - Grüne Alternative Wien (GRÜNE)  | 11,84%     | 10     | 1        |
|        | Österreichische Volkspartei (ÖVP)            | 9,24%      | 7      | 6        |
|        | NEOS - Veränderung für Wien                  | 6,16%      | 5      | 5        |
|        | Overige partijen                             | 2,39%      | 0      | —        |
|        |                                              |            | 100    |          |